# Only Teardrops

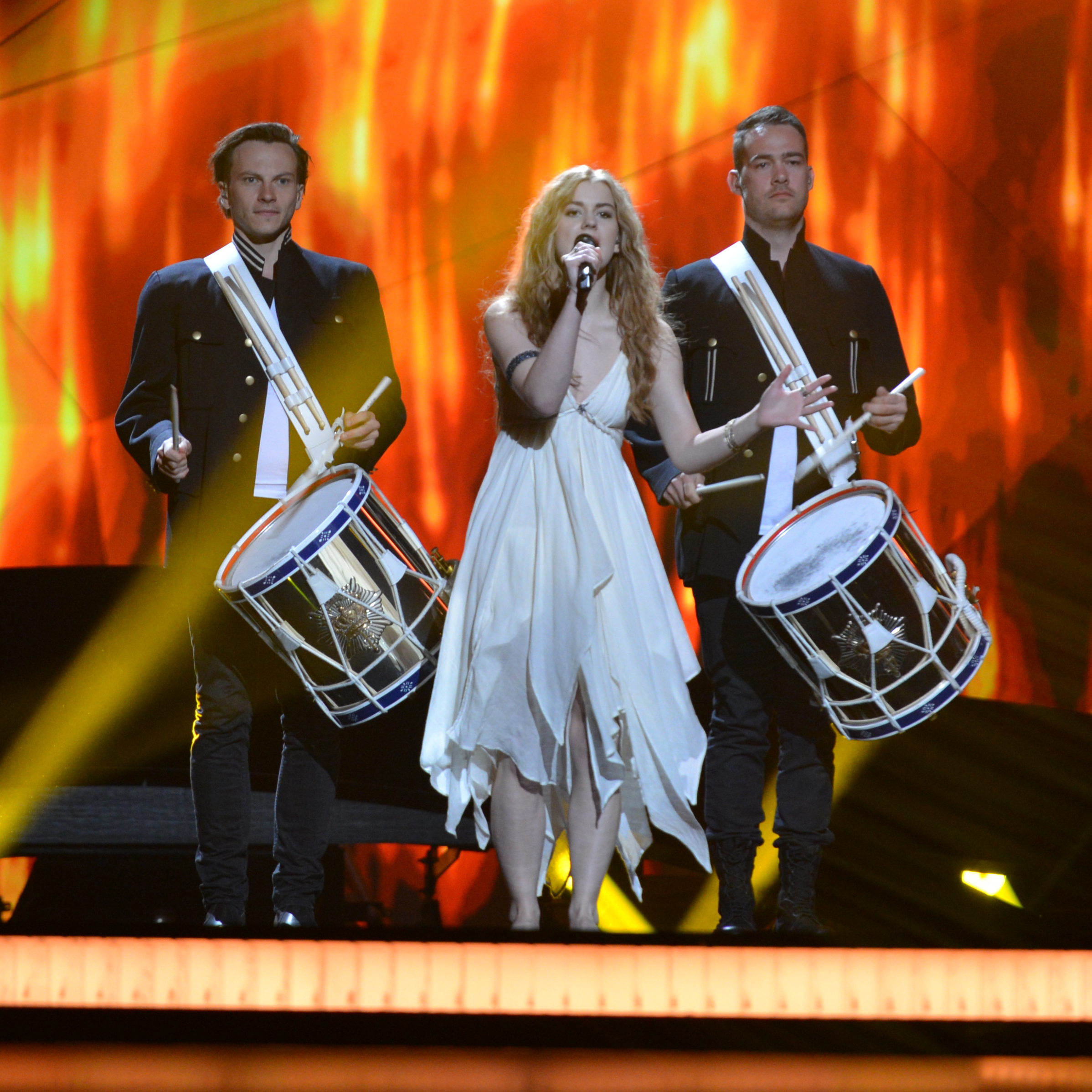
Emmelie de Forest bei ihrem Auftritt beim Eurovision Song Contest 2013 (1. Halbfinale) in Malmö

Only Teardrops ist ein englischsprachiges Lied der dänischen Sängerin Emmelie de Forest aus dem Jahr 2013 und die erste Single aus ihrem gleichnamigen Studioalbum Only Teardrops. Es ist der Siegertitel des Eurovision Song Contests 2013 in Malmö und markiert damit den dritten Sieg von Dänemark beim Eurovision Song Contest. Only Teardrops wurde von Lise Cabble, Julia Fabrin Jakobsen und Thomas Stengaard geschrieben.

## Geschichte
Only Teardrops wurde von Lise Cabble, Julia Fabrin Jakobsen und Thomas Stengaard komponiert. Innerhalb des dänischen Vorentscheids Dansk Melodi Grand Prix erreichte Emmelie de Forest das Finale und setzte sich mit 26 Punkten in der Jyske Bank Boxen in Herning durch. Folgend trat sie am 18. Mai 2013 beim Finale des Eurovision Song Contest 2013 in Malmö an, nachdem sie dieses im 1. Halbfinale mit 167 Punkten für sich entscheiden konnte. Bei der Abstimmung erhielt sie aus allen Länder mindestens einen Punkt. Eine Ausnahme bildet San Marino. De Forest erhielt achtmal die Punktebestmarke von 12 Punkten und gewann den 58. Eurovision Song Contest mit 281 Punkten.
Sie trat beim ESC barfuß in einem leichten weißen Kleid auf, was sie wie eine Waldelfe wirken ließ, und erklärte ihre nackten Füße zu ihrem Markenzeichen. Sie habe nach eigenen Angaben schon immer ohne hohe Schuhe gesungen, weil sie sich barfuß so dem Boden, der Erde, näher fühle, was sie dann entspannter macht.
Punktevergabe für Dänemark:
| Anzahl | Punkte | Land                                                                                        |
| ------ | ------ | ------------------------------------------------------------------------------------------- |
| 8×     | 12     | Frankreich, Irland, Island, Italien, Mazedonien, Serbien, Slowenien, Vereinigtes Königreich |
| 7×     | 10     | Belgien, Deutschland, Kroatien, Montenegro, Niederlande, Schweden, Ungarn                   |
| 3×     | 8      | Estland, Island, Spanien                                                                    |
| 5×     | 7      | Finnland, Georgien, Griechenland, Montenegro, Norwegen                                      |
| 4×     | 6      | Lettland, Malta, Moldau, Rumänien                                                           |
| 3×     | 5      | Aserbaidschan, Österreich, Ukraine                                                          |
| 2×     | 4      | Armenien, Russland                                                                          |
| 1×     | 3      | Schweiz                                                                                     |
| 2×     | 2      | Litauen, Bulgarien                                                                          |
| 2×     | 1      | Albanien, Belarus                                                                           |
| 1×     | 0      | San Marino                                                                                  |

## Chartplatzierungen
| ChartsChartplatzierungen     | Höchstplatzierung | Wochen |
| ---------------------------- | ----------------- | ------ |
| Deutschland (GfK)            | 5 (18 Wo.)        | 18     |
| Österreich (Ö3)              | 7 (7 Wo.)         | 7      |
| Schweiz (IFPI)               | 3 (5 Wo.)         | 5      |
| Vereinigtes Königreich (OCC) | 15 (3 Wo.)        | 3      |
| Dänemark (IFPI/Nielsen)      | 1 (18 Wo.)        | 18     |

## Coverversion
Die Band Craving coverte das Lied für ihr Album At Dawn aus dem Jahr 2013 in einer Melodic-Death-Metal-Version.